# Rusk
Rusk és una població dels Estats Units a l'estat de Texas. Segons el cens del 2000 tenia 5.191 habitants.

## Demografia
Segons el cens del 2000, Rusk tenia 5.085 habitants, 1.306 habitatges, i 867 famílies. La densitat de població era de 287,9 habitants per km².
Dels 1.306 habitatges en un 32,3% hi vivien nens de menys de 18 anys, en un 45,6% hi vivien parelles casades, en un 17,5% dones solteres, i en un 33,6% no eren unitats familiars. En el 30,9% dels habitatges hi vivien persones soles el 16% de les quals corresponia a persones de 65 anys o més que vivien soles. El nombre mitjà de persones vivint en cada habitatge era de 2,44 i el nombre mitjà de persones que vivien en cada família era de 3,05.
Per edats la població es repartia de la següent manera: un 17,3% tenia menys de 18 anys, un 8,9% entre 18 i 24, un 39,3% entre 25 i 44, un 20,6% de 45 a 60 i un 13,9% 65 anys o més.
L'edat mediana era de 38 anys. Per cada 100 dones de 18 o més anys hi havia 168,4 homes.
La renda mediana per habitatge era de 27.370 dòlars i la renda mediana per família de 33.952 dòlars. Els homes tenien una renda mediana de 24.271 dòlars mentre que les dones 22.438 dòlars. La renda per capita de la població era d'11.688 dòlars. Aproximadament el 16,2% de les famílies i el 21,5% de la població estaven per sota del llindar de pobresa.

## Poblacions més properes
El següent diagrama mostra les poblacions més properes.